# Maceió flygplats
Maceió internationella flygplats – Zumbi dos Palmares (portugisiska: Aeroporto Internacional de Maceió – Zumbi dos Palmares) är en flygplats i Maceió i Alagoas i Brasilien. Flygplatsen ligger 117 meter över havet.
Terrängen runt flygplatsen är platt. Runt flygplatsen är det mycket tätbefolkat, med 1 692 invånare per kvadratkilometer.. Närmaste större samhälle är Maceió, 18,3 km söder om flygplatsen.
Omgivningarna runt flygplatsen är en mosaik av jordbruksmark och naturlig växtlighet.